# Cimetière britannique de la Sucrerie d'Ablain-Saint-Nazaire
Le Cimetière britannique de la Sucrerie d'Ablain-Saint-Nazaire ou Sucrerie Cemetery, Ablain-St. Nazaire en anglais, est un cimetière militaire britannique de la Première Guerre mondiale situé à Ablain-Saint-Nazaire (Pas-de-Calais).

## Histoire
Le village d'Ablain-Saint-Nazaire est le théâtre de très graves combats entre les Français et les Allemands d'octobre 1914 à juin 1915. À proximité du cimetière, il y avait une usine de sucre, qui a été détruite pendant les combats. Celle-ci a été remplacée par une ferme.
Le cimetière est créé en avril 1917, à côté d'un cimetière militaire français de 1 900 tombes, maintenant supprimé. Il est utilisé jusqu'en octobre 1918.

## Victimes
| Pays        | Victimes |
| ----------- | -------- |
| Royaume-Uni | 220      |
| Canada      | 162      |
| Total       | 382      |

## Pour approfondir